# チェタン・バボール
チェタン・バボール（Chetan Baboor、1974年4月22日 - ）は、インドカルナータカ州・ハーサナ県のホレナラシプラの出身の卓球選手。

## 略歴
16歳の時より国際的な試合にインドの代表として出場しており、スウェーデンやフランスのクラブチームでプレーした経験を持っている。また、コモンウェルスゲームズでは2度金メダルを獲得しており、インドの国内選手権でも4回の優勝を収めている。1992年のバルセロナオリンピックではシングルスに出場し、3回戦まで進み、1996年のアトランタオリンピックでも3回戦まで進出している。2000年のシドニーオリンピックではシングルスで2回戦まで進出したほか、ロマン・スブラマニアンとダブルスにも出場しており、2回戦まで進出している。

## 主な戦績
- 1997年
  - コモンウェルス選手権グラスゴー大会 男子シングルス ベスト4、男子ダブルス優勝
- 2000年
  - コモンウェルス選手権シンガポール大会 男子シングルス ベスト4、男子ダブルス優勝
- 2001年
  - コモンウェルス選手権ニューデリー大会 男子シングルス準優勝、男子ダブルス準優勝